# Garry Kilworth

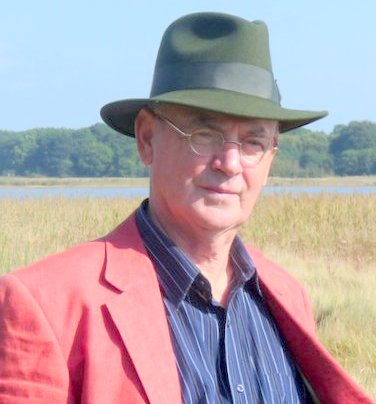
Garry Kilworth

Garry Douglas Kilworth (* 5. Juli 1941 in York) ist ein britischer Schriftsteller.

## Leben
Garry Kilworth wuchs, weil sein Vater als Offizier oft umzog, an vielen verschiedenen Orten auf, darunter eine Zeitlang in Aden. Er absolvierte das King’s College London und war dann Kryptograph bei der Royal Air Force, von der er achtzehn Jahre lang unter anderem im Fernen Osten und im Pazifik eingesetzt wurde. Danach verlegte er sich aufs Schreiben und konnte seine erste professionelle Veröffentlichung Let's Go to Golgatha Ende 1974 in der Sunday Times Weekly Review verzeichnen.
Er veröffentlichte zunächst hauptsächlich Science-Fiction, wandte sich zum Ende der 1980er Jahre anderen Genres zu und schrieb historische Romane, Horrorliteratur und Jugendbücher, zwei Romane unter dem Pseudonym Garry Douglas. Er hat bislang mehr als sechzig Bücher veröffentlicht und ist viel auf Reisen rund um die Welt unterwegs.

## Auszeichnungen
- 1992: World Fantasy Award für die Erzählung The Ragthorn (gemeinsam mit Robert Holdstock)
- 1993: Interzone Readers Poll für die Erzählung The Sculptor
- 1994: British Science Fiction Association Award für die Erzählung The Ragthorn (gemeinsam mit Robert Holdstock)
- 1994: Interzone Readers Poll für die Erzählung The Ragthorn (gemeinsam mit Robert Holdstock)
- 2008: Charles Whiting Award für historische Kriegsromane

## Bibliografie
Die Serien sind nach Erscheinungsjahr des ersten Bandes geordnet.
Angel (Romanserie)
- 1 Angel. 1993.
  - Deutsch: Feuerengel. Horror-Roman. Übersetzt von Inge Holm. Bastei-Lübbe-Taschenbuch #13545, 1994, ISBN 3-404-13545-8.
- 2 Archangel. 1994.
  - Deutsch: Der Sturz des Engels. Horror-Roman. Übersetzt von Inge Holm. Bastei-Lübbe-Taschenbuch #28305, 1997, ISBN 3-404-28305-8.
  - Deutsch: Die Engel. Übersetzt von Charlotte Lungstrass-Kapfer. Heyne, 2010, ISBN 978-3-453-52704-1 (Sammelausgabe von 1 und 2).

Electric Kid (Romanserie)
- 1 The Electric Kid. 1994.
- 2 Cybercats. 1996.

Navigator Kings / Die Navigator-Könige. Die Legende vom Volk des Windes. (Romanserie)
- 1 The Roof of Voyaging. 1996.
  - Deutsch: Tangiias Odyssee. Übersetzt von Barbara Röhl. Bastei-Lübbe-Taschenbuch #20324, 1999, ISBN 3-404-20324-0.
- 2 The Princely Flower. 1997.
  - Deutsch: Die Insel der Riesen. Übersetzt von Barbara Röhl. Bastei-Lübbe-Taschenbuch #20340, 1999, ISBN 3-404-20340-2.
- 3 Land-of-Mists. 1998.
  - Deutsch: Das Land der Nebel. Bastei-Lübbe-Taschenbuch #20367, 1998, ISBN 3-404-20367-4.

The Welkin Weasels / Gewiefte Wiesel (Romanserie)
- 1 Thunder Oak. 1997.
  - Deutsch: Sucht die Donnereiche! Piper #6580, 2005, ISBN 3-492-26580-4. Auch als: Donnereiche. Piper #6951, 2013, ISBN 978-3-492-26951-3.
- 2 Castle Storm. 1998.
  - Deutsch: Belagert die Sturmburg! Piper #8594, 2006, ISBN 3-492-28594-5. Auch als: Sturmburg. Piper #6952, 2014, ISBN 978-3-492-26952-0.
- 3 Windjammer Run. 1999.
  - Deutsch: Entert den Windjammer! Piper #8595, 2006. Auch als: Windjammer. Piper #6953, 2015, ISBN 978-3-492-26953-7.
- 4 Gaslight Geezers. 2001.
- 5 Vampire Voles. 2002.
- 6 Heastward Ho! 2003.

Knights of Liofwende (Romanserie)
- 1 Spiggot's Quest. 2002.
- 2 Mallmoc's Castle. 2003.
- 3 Boggart and Fen. 2004.

Romane
- In Solitary. 1977.
  - Deutsch: Einsiedler. Science-Fiction-Roman. Übersetzt von Hans Maeter. Heyne SF&F #3823, 1981, ISBN 3-453-30725-9.
- The Night of Kadar. 1978.
  - Deutsch: Die Nacht von Kadar. Science-Fiction-Roman. Übersetzt von Wolfgang Eisermann. Knaur Science Fiction & Fantasy #5738, 1981, ISBN 3-426-05738-7.
- Split Second. 1979.
  - Deutsch: Der Zeitriß. Science-Fiction-Roman. Übersetzt von Marcel Bieger. Knaur Science Fiction & Fantasy #5745, 1982, ISBN 3-426-05745-X.
- Gemini God. 1981.
  - Deutsch: Gemini-Götter. Science-Fiction-Roman. Übersetzt von Marcel Bieger. Knaur Science Fiction & Fantasy #5765, 1983, ISBN 3-426-05765-4.
- A Theatre of Timesmiths. 1984.
- Variant: Theater of Timesmiths. 1986.
- Witchwater Country. 1986.
  - Deutsch: Hexenwasser. Fantasy-Roman. Übersetzt von Ingrid Herrmann. Heyne SF&F #4822, 1991, ISBN 3-453-05032-0.
- Highlander. 1986. (als Garry Douglas, Romanfassung zum Film Highlander – Es kann nur einen geben)
- Spiral Winds. 1987.
- The Wizard of Woodworld. 1987.
- Abandonati. 1988.
- Cloudrock. 1988.
  - Deutsch: Schatten. Science-Fiction-Roman. Übersetzt von Hendrik P. Linckens. Heyne SF&F #5321, 1995, ISBN 3-453-08572-8.
- The Street. 1988. (als Garry Douglas)
- The Voyage of the Vigilance. 1988.
- Hunter's Moon. 1989. (auch als The Foxes of First Dark, 1990)
  - Deutsch: Füchse unter sich. Roman. Übersetzt von Susanne Goga-Klinkenberg. Schneekluth, 1994, ISBN 3-7951-1327-X.
- The Rain Ghost. 1989. (Hauntings #9)
- Midnight's Sun. 1990.
  - Deutsch: Fürst der Wölfe. Roman. Übersetzt von Annette Hahn. Schneekluth, 1996, ISBN 3-7951-1328-8.
- The Third Dragon. 1991.
- The Drowners. 1991.
- Standing on Shamsan. 1991.
- Frost Dancers. 1992.
  - Deutsch: Tänzer im Frost. Roman. Übersetzt von Michaela Link. Bastei-Lübbe-Taschenbuch #28305, 1997, ISBN 3-404-28305-8.
- Billy Pink's Private Detective Agency. 1993.
- The Phantom Piper. 1994.
- House of Tribes. 1995.
  - Deutsch: Im Reich der Mäuse. Roman. Übersetzt von Susanne Goga-Klinkenberg. Goldmann #43690, 1997, ISBN 3-442-43690-7.
- The Brontë Girls. 1995.
- A Midsummer's Nightmare. 1996.
  - Deutsch: Zauberwald. Roman. Übersetzt von Peter E. Maier. Schneekluth, 1999, ISBN 3-7951-1637-6. Auch als: Faule Fische: Ein Sommernachts-Albtraum. Bastei-Lübbe-Taschenbuch #14552, 2001, ISBN 3-404-14552-6.
- The Raiders. 1996.
- The Drummer Boy. 1998.
- Shadow-Hawk. 1999.
- Nightdancer. 2002.
- The Silver Claw. 2005.
- Attica. 2006.
- Jigsaw. 2007.
- The Hundred-Towered City. 2008.
- The Sometimes Spurious Travels Through Time and Space of James Ovit. 2016.

Sammlungen
- The Songbirds of Pain. Stories from the Inscape. 1984.
- Tree Messiah: A Collection of Short Poems. 1985.
- Trivial Tales. 1988.
- In the Hollow of the Deep-Sea Wave. 1989.
- Dark Hills, Hollow Clocks: Stories from the Otherworld. 1990.
- In the Country of Tattooed Men. 1993.
- Hogfoot Right and Bird-Hands. 1993.
- Moby Jack and Other Tall Tales. 2006.
- Tales from the Fragrant Harbour. 2010.
- Phoenix Man. 2011.
- The Fabulous Beast. 2013.
- The Ragthorn. 2015. (mit Robert Holdstock)
- The Best Short Stories of Garry Kilworth. 2016.

Kurzgeschichten
- Let's Go to Golgotha! 1974.
  - Deutsch: Auf nach Golgatha! In: Karl Michael Armer, Wolfgang Jeschke (Hrsg.): Zielzeit. (= Bibliothek der Science Fiction Literatur. 29). Heyne, 1985, ISBN 3-453-31093-4.
- The Soul of Colonel 607. 1975.
- Reaching Out. 1976.
- God's Cold Lips. 1979. (auch als: The Marble of God's Cold Lips)
- Institution. 1979.
  - Deutsch: Grenzkrieg. In: Herbert W. Franke (Hrsg.): Science Fiction Story Reader 12. Heyne SF&F #3655, 1979, ISBN 3-453-30569-8.
- Toomey's Circus. 1979.
- A Warrior Falls. 1979.
- The Man Who Collected Bridges. 1980.
  - Deutsch: Der Mann, der Brücken sammelte. In: Herbert W. Franke (Hrsg.): SF international II. Goldmann Science Fiction #23388, 1981, ISBN 3-442-23388-7.
- Lord of the Dance. 1980.
  - Deutsch: Der Herr des Tanzes. In: Manfred Kluge (Hrsg.): Fenster. Heyne SF&F #3866, 1982, ISBN 3-453-30752-6.
- The Rose Bush. 1980.
- Love Child. 1982.
- The Lights of the City. 1982.
- The Dissemblers. 1982.
- The Invisible Foe. 1982.
  - Deutsch: Der unsichtbare Feind. In: Friedel Wahren (Hrsg.): Isaac Asimovs Science Fiction Magazin 24. Folge. Heyne SF&F #4178, 1985, ISBN 3-453-31143-4.
- Almost Heaven. 1982.
- Sumi Dreams of a Paper Frog. 1982.
- Blind Windows. 1982.
- Scarlet Fever. 1982.
- Oubliette. 1983.
- The Tryst. 1983.
- Spiral Sands. 1984. (auch als Spiral Winds)
- The House That Joachim Jacober Built. 1984.
- The Songbirds of Pain. 1984.
- The Final Assassin. 1985.
- The Lost Garden of Enid Blyton, Beatrix Potter, Lucy Atwell and the Rest of the Lads of the 32nd Parachute Regiment. 1985.
- The Thunder of the Captains. 1985.
- Image in a Dark Glass. 1985.
- The Vivarium. 1986.
- Hobblythick Lane. 1986.
- Angel's Eyes. 1986.
- Doppelgänger. 1987.
- Feral Moon. 1987.
- Hogfoot Right and Bird-Hands. 1987.
- Murderers Walk. 1987.
- Paper Moon. 1987.
- Triptych: The Black Wedding; Murderers Walk; Hogfoot Right and Bird-Hands. 1987.
- The Earth is Flat and We're All Like to Drown. 1987.
- On the Watchtower at Plataea. 1988.
- The Looking-Glass Man. 1988.
- A Journey to the Last Wonder of the World. 1988.
- Beyond Byzantium. 1988.
- The Cave. 1988.
- The Town. 1988.
- The Wall. 1988.
- Dogfaerie. 1989.
- Snake Dreams. 1989.
- The Silver Collar. 1989.
- When the Music Stopped. 1989. (mit Christian Lehmann)
- White Noise. 1989.
- Blood Orange. 1989.
- Filming the Making of the Film of the Making of “Fitzcarraldo”. 1989.
- In the Hollow of the Deep-Sea Wave. 1989.
- Island with the Stink of Ghosts. 1989.
- The Glory of the Seas. 1989.
- The River-Sailor's Wife. 1989.
- Ifurin and the Fat Man. 1989.
- The Men's Room. 1989.
- Bowmen in the Mist. 1989.
  - Deutsch: Bogenschützen im Nebel. In: Ronald M. Hahn (Hrsg.): Der magische Helm. Heyne SF&F #4836, 1991, ISBN 3-453-05022-3.
- Usurper. 1989.
  - Deutsch: Der Usurpator. In: Chris Morgan (Hrsg.): Schwarze Visionen. Knaur Horror #70009, 1994, ISBN 3-426-70009-3.
- The Amorous Adventures of Hogfoot Right. 1989.
- Bronze Casket for a Mummified Shrew-Mouse. 1990.
- Networks. 1990.
- Surfing Spanish Style. 1990.
- Truman Capote's Trilby: The Facts. 1990.
- X-Calibre. 1990.
- Changelings. 1990.
- Dark Hills, Hollow Clocks. 1990.
- Scarecrows. 1990.
- The Dragon Slayer. 1990.
- The Goblin Jag. 1990.
- The Hungry Ghosts. 1990.
- The Orkney Trows. 1990.
- The Sleeping Giants. 1990.
- Warrior Wizards. 1990.
- In the Country of Tattooed Men. 1990.
  - Deutsch: Im Land der tätowierten Männer. In: Wolfgang Jeschke (Hrsg.): Die Verwandlung. Heyne SF&F #5495, 1996, ISBN 3-453-10935-X.
- Inside the Walled City. 1990.
- The Woodman's Enigma. 1991.
- Hamelin, Nebraska. 1991.
- The Ragthorn. 1991. (mit Robert Holdstock)
- 1948. 1992.
- The Elevator. 1992.
- The Megowl. 1992.
- Home. 1992.
- Memories of the Flying Ball Bike Shop. 1992.
- The Sculptor. 1992.
- My Lady Lygia. 1992.
- The Cave Painting. 1992.
- Giant. 1993.
- Oracle Bones. 1993.
- Punctuated Evolution. 1993. (auch als Exploding Sparrows)
- Fossils. 1993.
- Hunter's Hall. 1993.
- Store Wars. 1994.
- The House That Jack Built. 1994.
- Black Drongo. 1994.
- Nerves of Steel. 1994.
- The Tallow Tree. 1994.
- Wayang Kulit. 1994.
- Masterpiece. 1995.
- Cherub. 1995.
- Waiting by the Corpse. 1995.
- The Rattan Cellar. 1995.
- Singing Rock. 1996.
- The Council of Beasts. 1996.
- The Goatboy and the Giant. 1996.
- Something's Wrong with the Sofa. 1997.
- The Trial of Hansel and Gretel. 1997.
- Attack of the Charlie Chaplins. 1997.
- Moby Jack. 1997.
- Mirrors. 1998.
- Heavenly Hosts v. Hell United. 1998.
- The Lantern Fox. 1998.
- The Frog Chauffeur. 1999.
- Death of the Mocking Man. 1999.
- Hey, New Kid! 1999.
- Bonsai Tiger. 2000.
- Soldier's Son. 2001.
- The Icehouse Boy. 2001.
- Monster School. 2002.
- Murders in the White Garden. 2005.
- Phoenix Man. 2005.
- Men Born of Woman. 2006.
- The Stray. 2006.
- Alien Embassy. 2006.
- The Green Man Tennis Club. 2006.
- The Human Child. 2006.
- Sacrificial Anode. 2007.
- Atlantic Crossing. 2008.
- Alles In Ordnung. 2009.
- La Belle Dame Sans Grâce. 2009.
- Monsters X 3. 2011.
- On the Eyelids of a Wolf. 2011.
- Out Back. 2011.
- Sunday Lunch. 2011.
- The Book of Explorers. 2011.
- The Human's Child. 2011.
- The Night We Drove the Aliens Back. 2011.
- Moretta. 2011.
- Call Centre Incident, Procyon 3. 2013.
- Gifts. 2013.
- Spice. 2013.
- The Elf Killer. 2013.
- The Fabulous Beast. 2013.
- The Farrier's Wife. 2013.
- The Secret Atlas. 2013.
- Chasing Gaia. 2015.
- The Watchers. 2015.